# L'Agonie dans le jardin (Mantegna, Londres)
L'Agonie dans le jardin est un tableau du peintre italien Andrea Mantegna qu'il réalise vers 1458-1460. Il est conservé à la National Gallery de Londres.

## Contexte et historique
On ne connaît pas avec exactitude les circonstances de la création de cette petite (63 × 80 cm) peinture, qui est en général étudiée avec La Prière au Jardin des Oliviers, de la prédelle du retable de San Zeno (1457-1459, conservé à Tours) et L'Agonie dans le jardin de Giovanni Bellini (1459), avec laquelle il y a plusieurs analogies de composition. Les historiens de l'art ne sont pas d'accord sur la chronologie des trois œuvres : si celle de Bellini est en général considérée comme la dernière, certains considèrent celle de Tours comme étant le modèle initial.
Dans tous les cas, le modèle original semble être un dessin d'Iacopo Bellini, conservé à Londres.
Le tableau a été acquis par le National Gallery en 1894.

## Description
Le Christ est représenté en haut d'un rocher en prière alors que des anges lui apparaissent avec les instruments de la Passion. Ses disciples dorment à ses pieds. Au fond, Judas apparait avec des soldats pour venir arrêter le Christ. Un vautour et un arbre mort symbolisent la mort prochaine. Les pélicans et de jeunes pousses symbolisent au contraire l'espoir dans l'avenir. La ville de Jérusalem est représentée comme une ville romaine, avec des monuments inspirés de la Rome antique : un Colisée, une colonne avec des bas-reliefs, une statue équestre.

Détails
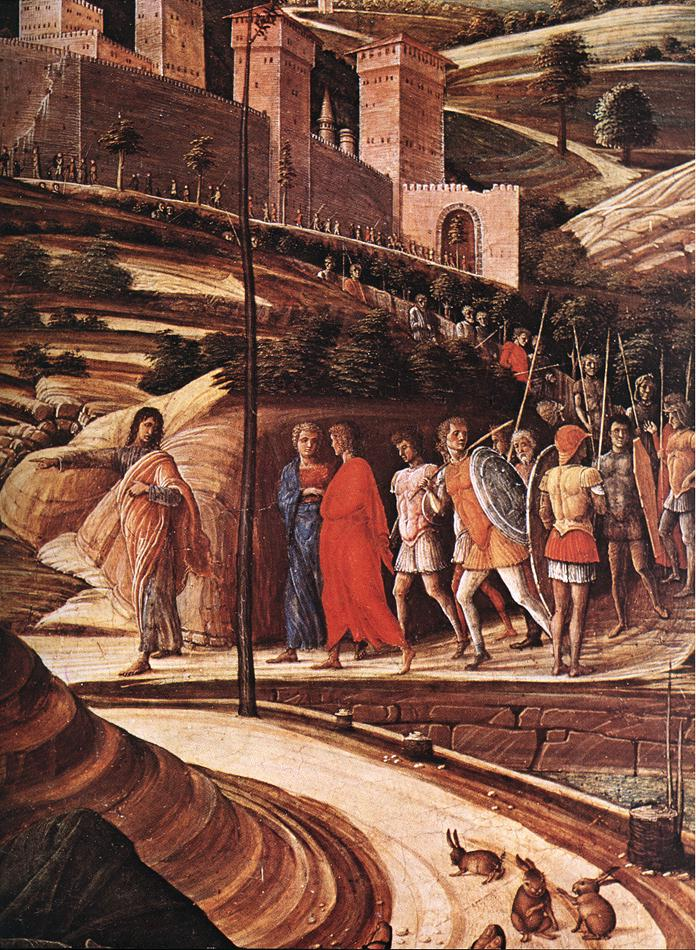
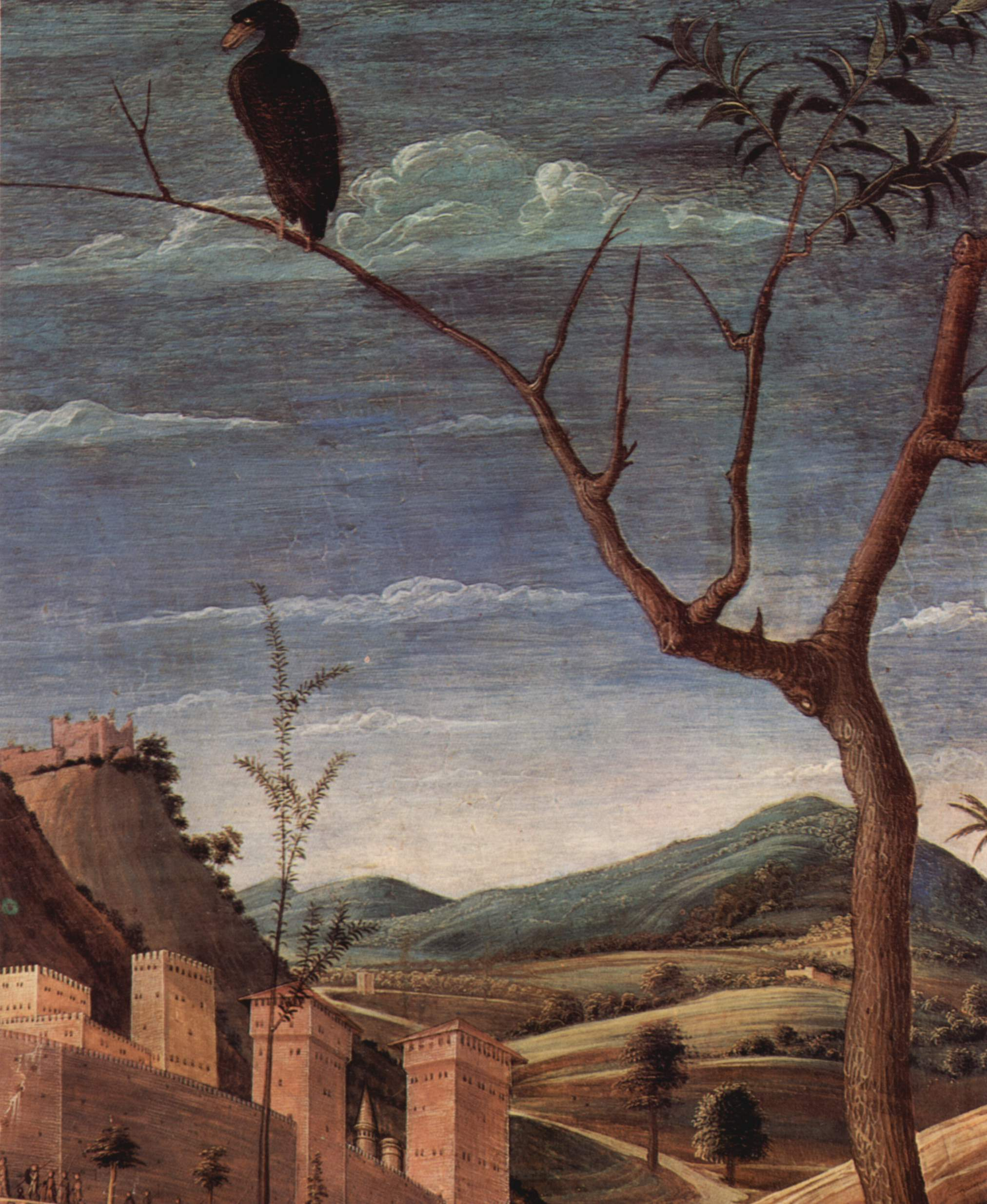
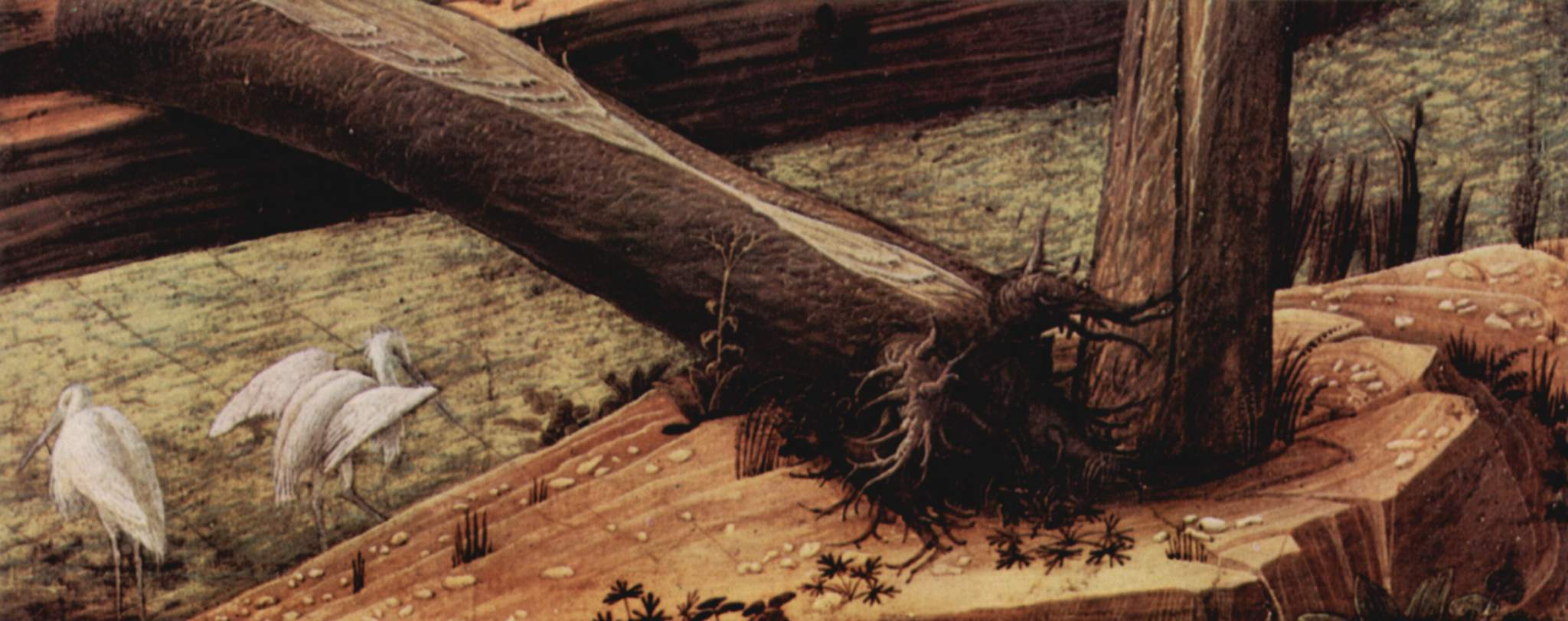
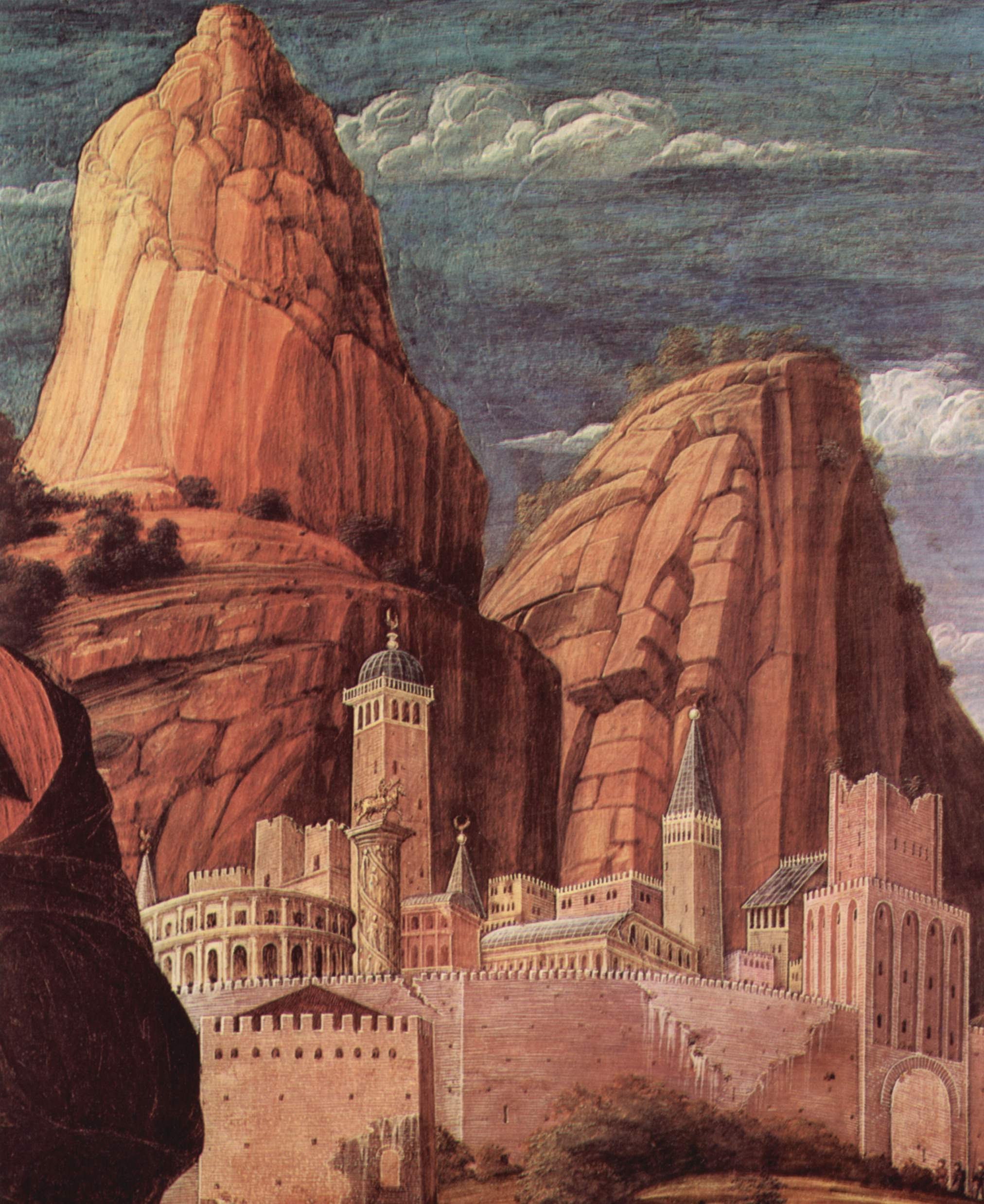

## Œuvres en rapport

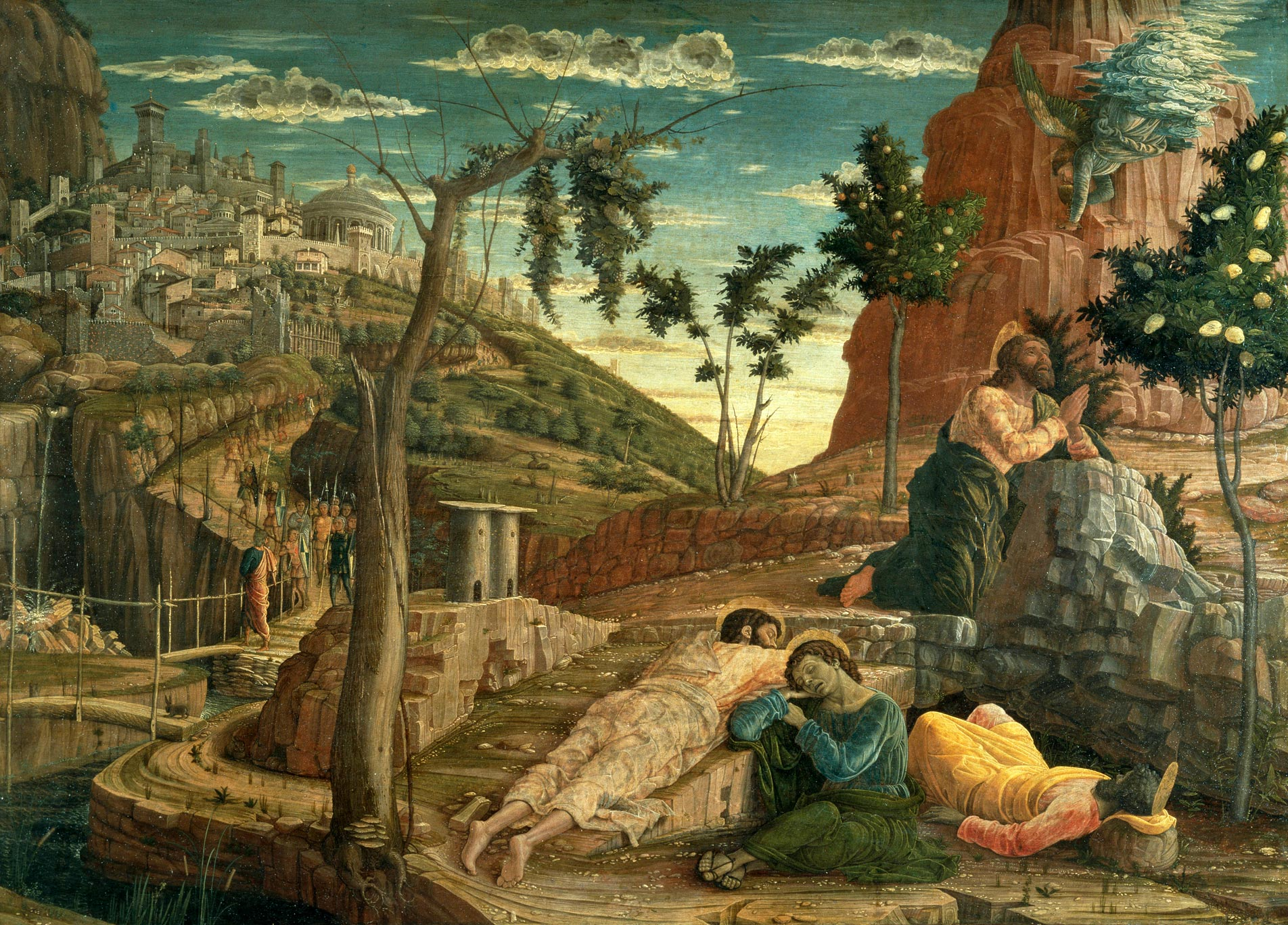
Version du musée des beaux-arts de Tours.

Une autre œuvre du même thème a été peinte par Mantegna quelques années plus tôt : L'Agonie dans le jardin du musée des Beaux-Arts de Tours date des années 1457-1459. Il s'agit d'un fragment de la prédelle du retable de San Zeno  de Vérone. Le British Museum conserve un dessin de Jacopo Bellini, le beau-père de Mantegna qui rappelle l'œuvre de son gendre. Son beau-frère Giovanni Bellini s'est inspiré de lui pour peindre une œuvre toujours sur le même sujet et aujourd'hui conservé aussi à la National Gallery.

## Postérité
Le tableau fait partie du musée imaginaire de l'historien français Paul Veyne, qui le décrit dans son ouvrage justement intitulé Mon musée imaginaire.